# Bathymodiolus securiformis
Bathymodiolus securiformis is een tweekleppigensoort uit de familie van de Mytilidae. De wetenschappelijke naam van de soort is voor het eerst geldig gepubliceerd in 2004 door Okutani, Fujikura & Sasaki.